# Rita Borsellino
Rita Borsellino (ur. 2 czerwca 1945 w Palermo, zm. 15 sierpnia 2018 tamże) – włoska i sycylijska polityk, działaczka antymafijna, siostra sędziego Paola Borsellino, zabitego w zamachu bombowym, posłanka do Parlamentu Europejskiego.

## Życiorys
Z wykształcenia farmaceutka, studia wyższe ukończyła w 1967. W 1998 stanęła na czele stowarzyszenia Associazione Piera Cutino – guarire dalla talassemia, zajmującego się prowadzeniem badań medycznych nad talasemią.
W działalność publiczną zaangażowała się po śmierci swojego brata w 1992. Wkrótce stała się jednym z głównych aktywistów podejmujących działania na rzecz ograniczenia wpływów mafii na Sycylii. W 1995 założyła organizację Libera, prowadzącą działalność edukacyjną wśród młodych mieszkańców regionu. W 2006 wystartowała jako kandydatka centrolewicowej koalicji L'Unione na urząd przewodniczącego regionu Sycylia. Została jednak pokonana przez urzędującego prezydenta, Salvatore Cuffaro.
W 2008 kandydowała bez powodzenia do Senatu z ramienia organizowanej przez komunistów listy Lewica-Tęcza. W 2009 została liderką jednej z regionalnych list Partii Demokratycznej do Parlamentu Europejskiego, uzyskując w wyborach mandat europosła, który wykonywała do końca kadencji w 2014.